# Joseph-Martial Mouly
Joseph-Martial Mouly CM (chiń. 孟振生) (ur. 2 sierpnia 1807 w Figeac, zm. 4 grudnia 1868 w Pekinie) – francuski duchowny rzymskokatolicki, misjonarz, lazarysta, wikariusz apostolski Mongolii, administrator apostolski diecezji pekińskiej oraz wikariusz apostolski Północnego Zhili.

## Biografia
19 października 1827 złożył śluby zakonne w Zgromadzeniu Księży Misjonarzy. 2 kwietnia 1831 otrzymał święcenia prezbiteriatu. Trzy lata później, w wieku 26 lat, wyjechał na misje do Chin. W 1836 został przełożonym francuskich lazarystów w północnych Chinach.
23 sierpnia 1840 papież Grzegorz XVI mianował go wikariuszem apostolskim nowo powstałego wikariatu apostolskiego Mongolii oraz biskupem in partibus infidelium fussaliskim. 25 lipca 1842 w Hongkeoutze, w Shanxi przyjął sakrę biskupią z rąk wikariusza apostolskiego Shaanxi i Shanxi Joachina Salvettiego OFMObs. Współkonsekratorem był koadiutor Shaanxi i Shanxi bp Alfonso-Maria di Donato OFMObs.
28 kwietnia 1846 ten sam papież mianował go administratorem apostolskim diecezji pekińskiej. 3 stycznia 1856 papież Pius IX ustanowił go pełnoprawnym ordynariuszem Pekinu. 30 maja 1856 zniesiono diecezję pekińską dzieląc ją na trzy wikariaty apostolskie. Biskup Mouly został wówczas wikariuszem apostolskim Północnego Zhili, ze stolicą biskupią w Pekinie. Urząd ten sprawował do śmierci 4 grudnia 1868. Ponadto w latach 1856 - 1858 był administratorem apostolskim wikariatu apostolskiego Południowo-Zachodniego Zhili.
Biskup Mouly silnie polegał na francuskim protektoracie nad misjami katolickimi. Był kluczową postacią w rozwoju i organizacji Kościoła katolickiego w Chinach.